# 新島村
新島村（日语：／ Niijima mura */?）為東京都內的一個村。以溫泉和沙灘聞名。管轄範圍包括了新島和式根島。面積27.77平方公里，總人口3,168人。

## 外部連結
- 新島機場（日語）
- 東海汽船 （页面存档备份，存于）（日語）